# Macconnens

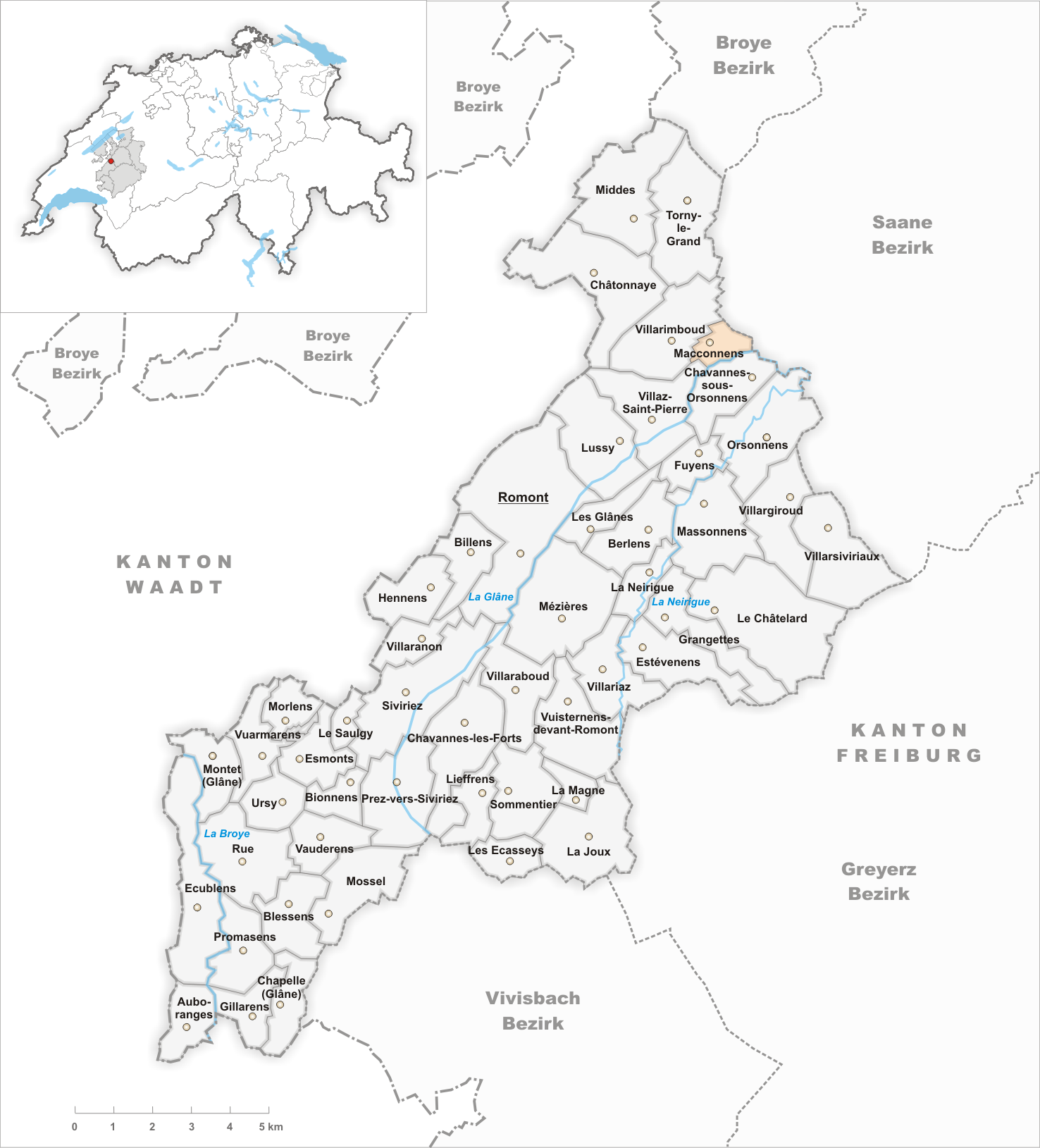
Gemeindestand vor der Fusion am 1. Januar 1973

Macconnens ist eine Streusiedlung und früher selbständige politische Gemeinde im Distrikt Glâne des Kantons Freiburg in der Schweiz.

## Geographie
Macconnens liegt auf 710 m ü. M., sieben Kilometer nordöstlich des Bezirkshauptortes Romont (Luftlinie). Die Streusiedlung erstreckt sich am nördlichen Talhang der Glâne, im Molassehügelland des westlichen Freiburger Mittellandes. Die ehemalige Gemeindefläche betrug rund 1 km². Das Gebiet reichte von der Glâne nordwärts über den Hang von Macconnens mit den Verebnungsflächen La Patte und La Fayaule bis auf die Höhe von Le Châtelet (bis 740 m ü. M.).

## Bevölkerung
Mit 71 Einwohnern (1970) zählte Macconnens vor der Fusion zu den kleinsten Gemeinden des Kantons Freiburg. Zu Macconnens gehörten auch verschiedene Einzelhöfe.
Einwohnerzahlen: Volkszählungsdaten

## Wirtschaft
Macconnens lebt noch heute von der Landwirtschaft, insbesondere von der Milchwirtschaft und der Viehzucht sowie vom Obstbau.

## Verkehr
Das Dorf liegt nur wenig neben der Hauptstrasse von Freiburg nach Romont. Macconnens besitzt keine Anbindung an das Netz des öffentlichen Verkehrs.

## Geschichte
Die erste urkundliche Erwähnung des Ortes erfolgte 1320 unter dem Namen Masconens. Später erschienen die Bezeichnungen Macconens (1335) und Mascognin (im 16. Jahrhundert). Der Ortsname ist vom burgundischen Personennamen Masco abgeleitet und bedeutet mit dem Suffix -ens so viel wie bei den Leuten des Masco.
Seit dem Mittelalter stand Macconnens unter der Oberhoheit des Hauses Savoyen. Als die Berner 1536 das Waadtland eroberten, kam das Dorf unter die Herrschaft von Freiburg und wurde der Vogtei Romont zugeteilt. Nach dem Franzoseneinfall im März 1798 und dem folgenden Zusammenbruch des Ancien Régime gehörte Macconnens während der Helvetik und der darauf folgenden Zeit zum Bezirk Romont, bevor es 1848 in den Bezirk Glâne eingegliedert wurde.
Mit Wirkung auf den 1. Januar 1973 wurde Macconnens nach Villarimboud eingemeindet. Im Rahmen der seit 2000 vom Kanton Freiburg geförderten Gemeindefusionen schlossen sich Villarimboud und Lussy ab dem 1. Januar 2005 zur neuen Gemeinde La Folliaz zusammen, womit Macconnens nun ein Weiler von La Folliaz war. Am 1. Januar 2020 fusionierte dann La Folliaz zusammen mit Villaz-Saint-Pierre zur neuen Gemeinde Villaz.